# Życica
Życica (Lolium L.) – rodzaj roślin jednorocznych lub wieloletnich z rodziny wiechlinowatych. W wąskim, tradycyjnym ujęciu obejmuje ok. 10 gatunków, a w szerokim, zaliczającym tu część gatunków tradycyjnie klasyfikowanych do rodzaju kostrzewa Festuca, obejmuje 28 gatunków. Rośliny te pochodzą prawdopodobnie z basenu Morza Śródziemnego, ale rozpowszechnione zostały obecnie szeroko na całym świecie.
Trawy z tego rodzaju mają duże znaczenie ekonomiczne. Należą tu cenione rośliny pastewne i ozdobne, ale też niektóre rosną jako chwasty w uprawach.

## Morfologia
PokrójTrawy luźnokępowe.
LiściePłaskie.
KwiatostanKłos luźny, złożony z wielokwiatowych, spłaszczonych kłosków ułożonych dwustronnie, z kłoskami osadzonymi bokiem (dlatego bez plewy dolnej). U gatunków dołączanych tu w szerokim ujęciu rodzaju kwiatostany są wiechowate.

## Systematyka
Rodzaj z rodziny wiechlinowatych Poaceae, w której klasyfikowany jest do podrodziny Pooideae, plemienia Poeae i podplemienia Loliinae. W obrębie podplemienia rodzaj mimo odmienności budowy jest blisko spokrewniony z rodzajem kostrzewa Festuca. Od II połowy XX wieku problemem jest podział gatunków między tymi rodzajami z powodu grupy szerokolistnych gatunków zaliczanych tradycyjnie do kostrzew (podrodzaj Schedonorus/sekcja Bovinae, obejmujący m.in. kostrzewę olbrzymią F. gigantea, kostrzewę łąkową F. pratensis i kostrzewę trzcinową F. arundinacea). Gatunki te w rozmaitych badaniach (morfologicznych, genetycznych i chemicznych) wykazują większe podobieństwo do rodzaju Lolium niż innych gatunków z rodzaju Festuca. Analizy pokrewieństwa potwierdziły, że tworzą one wspólny klad z Lolium. W efekcie część autorów postuluje ich wyodrębnienie w osobny rodzaj Schedonorus, inni włączają te gatunki do rodzaju Lolium. To drugie rozwiązanie przyjmuje m.in. baza taksonomiczna Kew Gardens – Plants of the World online.
Mieszańce między kostrzewami z sekcji Schedonorus i życicami wyodrębniane bywają pod nazwą kostrzyca (× Festulolium).
Gatunki flory Polski (w wąskim ujęciu)
- życica lnowa Lolium remotum Schrank – antropofit zadomowiony
- życica roczna Lolium temulentum L. – antropofit zadomowiony
- życica trwała, rajgras angielski Lolium perenne L.
- życica wielokwiatowa Lolium multiflorum Lam. – antropofit zadomowiony
- życica sztywna Lolium rigidum Gaudin – efemerofit
- życica szydlasta Lolium subulatum Vis. – efemerofit

W szerokim ujęciu rodzaju należą tu także:
- kostrzewa trzcinowa Lolium arundinaceum (Schreb.) Darbysh.
- kostrzewa olbrzymia Lolium giganteum (L.) Darbysh.
- kostrzewa łąkowa Lolium pratense (Huds.) Darbysh.

Wykaz gatunków (w szerokim ujęciu rodzaju)
- Lolium adzharicum (Tzvelev) Banfi, Galasso, Foggi, Kopecký & Ardenghi
- Lolium apenninum (De Not.) Ardenghi & Foggi
- Lolium arundinaceum (Schreb.) Darbysh. – kostrzewa trzcinowa
- Lolium × aschersonianum (Dörfl.) Banfi, Galasso, Foggi, Kopecký & Ardenghi
- Lolium atlantigenum (St.-Yves) Banfi, Galasso, Foggi, Kopecký & Ardenghi
- Lolium × boucheanum Kunth
- Lolium × brinkmannii (A.Braun) Banfi, Galasso, Foggi, Kopecký & Ardenghi
- Lolium canariense Steud.
- Lolium chayuense (L.Liu) Banfi, Galasso, Foggi, Kopecký & Ardenghi
- Lolium × czarnohorense (Zapal.) Banfi, Galasso, Foggi, Kopecký & Ardenghi
- Lolium duratum (B.S.Sun & H.Peng) Banfi, Galasso, Foggi, Kopecký & Ardenghi
- Lolium × elongatum (Ehrh.) Banfi, Galasso, Foggi, Kopecký & Ardenghi – kostrzyca Brauna
- Lolium × fleischeri (Rohlena) Banfi, Galasso, Foggi, Kopecký & Ardenghi
- Lolium font-queri (St.-Yves) Banfi, Galasso, Foggi, Kopecký & Ardenghi
- Lolium formosanum (Honda) Banfi, Galasso, Foggi, Kopecký & Ardenghi
- Lolium giganteum (L.) Darbysh. – kostrzewa olbrzymia
- Lolium × holmbergii (Dörfl.) Banfi, Galasso, Foggi, Kopecký & Ardenghi
- Lolium interruptum (Desf.) Banfi, Galasso, Foggi, Kopecký & Ardenghi
- Lolium × krasanii (H.Scholz) Banfi, Galasso, Foggi, Kopecký & Ardenghi
- Lolium letourneuxianum (St.-Yves) Banfi, Galasso, Foggi, Kopecký & Ardenghi
- Lolium liangshanicum (L.Liu) Banfi, Galasso, Foggi, Kopecký & Ardenghi
- Lolium mairei (St.-Yves) Banfi, Galasso, Foggi, Kopecký & Ardenghi
- Lolium mazzettianum (E.B.Alexeev) Darbysh.
- Lolium mediterraneum (Hack.) Banfi, Galasso, Foggi, Kopecký & Ardenghi
- Lolium multiflorum Lam. – życica wielokwiatowa
- Lolium perenne L. – życica trwała
- Lolium persicum Boiss. & Hohen.
- Lolium pluriflorum (Schult.) Banfi, Galasso, Foggi, Kopecký & Ardenghi
- Lolium × portalii D.Allen
- Lolium pratense (Huds.) Darbysh. – kostrzewa łąkowa
- Lolium remotum Schrank – życica lnowa
- Lolium rigidum Gaudin – życica sztywna
- Lolium saxatile H.Scholz & S.Scholz
- Lolium scabriflorum (L.Liu) Banfi, Galasso, Foggi, Kopecký & Ardenghi
- Lolium × schlickumii (Grantzow) Banfi, Galasso, Foggi, Kopecký & Ardenghi
- Lolium × subnutans (Holmb.) Banfi, Galasso, Foggi, Kopecký & Ardenghi
- Lolium subulatum Vis. – życica szydlasta
- Lolium temulentum L. – życica roczna
- Lolium tuberosum (Romero Zarco & Cabezudo) Banfi, Galasso, Foggi, Kopecký & Ardenghi